# Perils of the Yukon
Perils of the Yukon é um seriado estadunidense de 1922, gênero aventura, dirigido por Jay Marchant, J. P. McGowan e Perry N. Vekroff, em 15 capítulos, estrelado por William Desmond e Laura La Plante. Foi produzido e distribuído pela Universal Film Manufacturing Co., e veiculou nos cinemas estadunidenses a partir de 24 de julho de 1922.
Este seriado é considerado perdido.

## Elenco

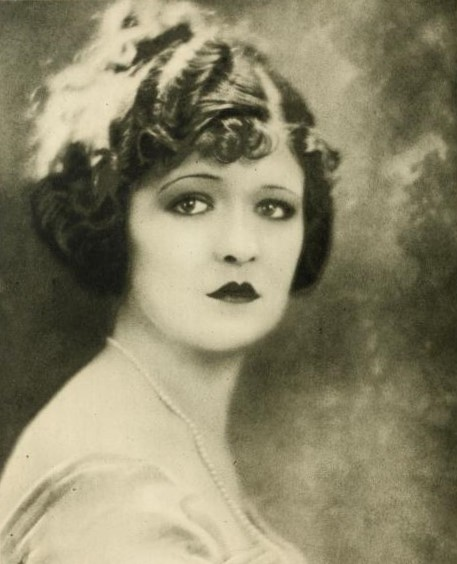
Laura La Plante, que interpreta Olga no seriado.

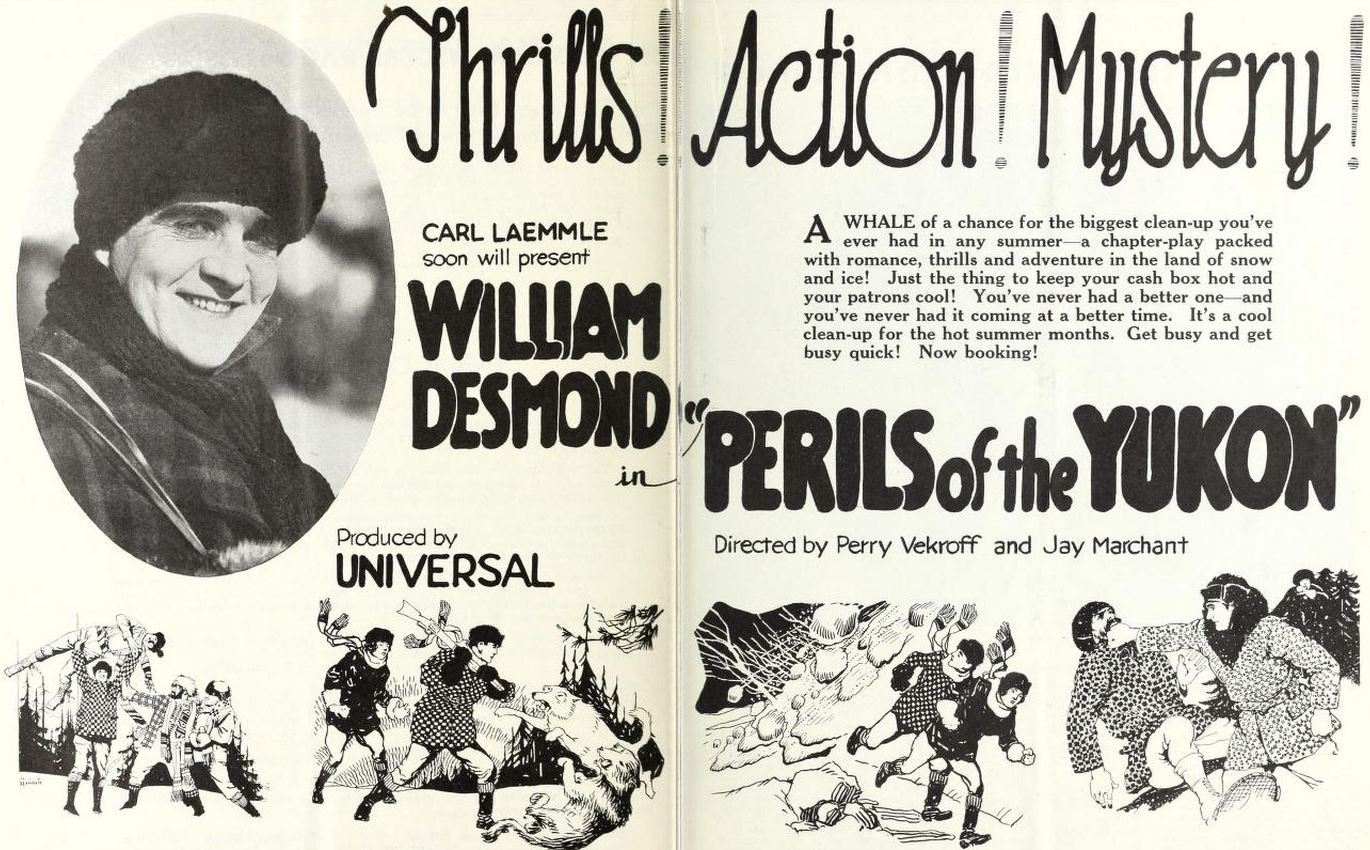
Cartaz do seriado Perils of the Yukon

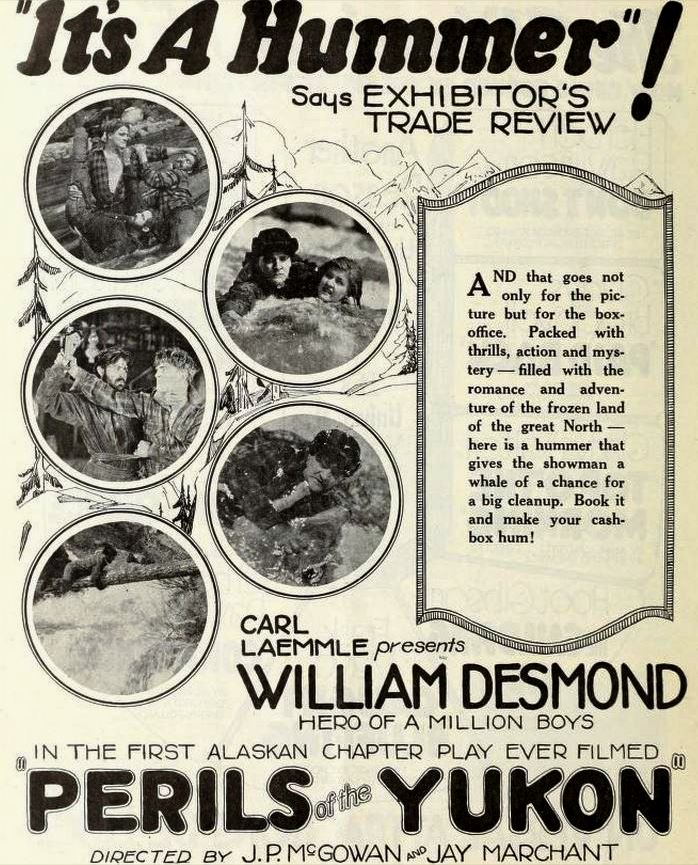
Anúncio de Perils of the Yukon (1922), com William Desmond e Laura La Plante.

- William Desmond - Jack Merrill Sr. / Jack Merrill Jr.
- Laura La Plante - Olga
- Fred R. Stanton - Ivan Petroff (creditado Fred Stanton)
- Joseph McDermott - Hogan (creditado Joe McDermott)
- George A. Williams - Scott McPherson
- Mack V. Wright - Lew Scully
- Fred Kohler - Capitão Whipple
- Neola May - Neewah (creditada Princess Neela)
- Chief Harris - Numa
- Joseph W. Girard (creditado Joseph Girard)
- Ruth Royce
- Clark Comstock

## Capítulos
1. Fangs of Jealous
2. Doomed
3. Tricked by Fate
4. Master and Man
5. Terrors of the North
6. Menace of Death
7. Trapped by Fire
8. Hurled into Space
9. The Gold Rush
10. Valley of Death
11. A Race for Life
12. The Path of Doom
13. Martial Law
14. Trail of Vengeance
15. The Final Reckoning

## Detalhes da produção
Esta foi a primeira incursão em seriados de William Desmond mas, nesta sua primeira aparição, machucou-se seriamente ao fazer uma cena arriscada e, daí em diante, sempre precisou ser dublado pelos stuntmen, em outros filmes.